# Árpád Szakasits
Dans le nom hongrois Szakasits Árpád, le nom de famille précède le prénom, mais cet article utilise l’ordre habituel en français Árpád Szakasits, où le prénom précède le nom.
Árpad Szakasits, né le 6 décembre 1888 et mort le 3 mai 1965 à Budapest, est un homme d'État hongrois, connu comme le dernier président de la Deuxième République et le premier dirigeant de la République démocratique hongroise. Il est également président de l'assemblée de Budapest, équivalent à la charge de bourgmestre principal avant 1945. Il est l'arrière-grand-père du leader écologiste András Schiffer.

## Biographie
Árpad Szakasits naît le 6 décembre 1888, à Budapest, en Hongrie. Fils d'un artisan travaillant le cuir, il apprend le métier de sculpteur de pierre. Après avoir poursuivi ses études jusqu'en 1903, il devient vice-président du syndicat des ouvriers du bâtiment de 1925 à 1928, puis son président. En 1939, il devient le secrétaire général du Parti social-démocrate (SZDP) et en 1940, le rédacteur en chef de son journal, Népszava.
En 1942, il prend part aux travaux du comité historique Mémorial hongrois. Il se fait arrêter en mai 1942. Après sa libération un mois plus tard, Szakasits participe à la création du Front hongrois et en deviendra le président. À partir de 1947 et jusqu'en 1948, il exerce la fonction de vice-premier ministre, puis celle de ministre de l'industrie. Initialement contre la fusion des partis démocratiques et communistes, il finit par signer avec Gyula Kállai, la coopération entre le parti communiste et le sien. Grâce à cela, il devient le président du Parti ouvrier hongrois (MDP), qu'il représente à l'élection présidentielle de 1948, ce qui lui permet de devenir président de la république de Hongrie puis président du Conseil présidentiel (le chef d'État) un an plus tard. 
Mátyás Rákosi le fait démettre de ses fonctions en 1950 et arrêter sur des accusations inventées, de crime de guerre, de complot contre l'État. Szakasits est ensuite condamné à la prison à vie, mais il est libéré et réhabilité en 1956. Il ne rejoindra jamais le SZDP ranimé sous Anna Kéthly. Finalement il devient en 1958 le président de l'Union nationale des journalistes et le vice-président du Conseil de paix national. Jusqu'à sa mort le 3 mai 1965, il reste membre du parti communiste.

## Hommages
Une statue le représente au parc des statues du communisme, de Budapest.